# Kláštorská skala
Kláštorská skala (pol. Klasztorska Skała; 1279 m n.p.m.) – szczyt w górach Ptacznik na Słowacji.

## Położenie
Leży w głównym grzbiecie Ptacznika, ok. 1,5 km na południowy zachód od najwyższego szczytu tego pasma – góry Ptacznik. Stoki wschodnie, słabo rozczłonkowane, opadają ku Dolinie Megovej (słow. Megova dolina). W kierunku zachodnim od szczytu wybiega krótki, szeroki grzbiet, rozdzielający obie górne odnogi Doliny Bystričianskiej.

## Charakterystyka
Szczyt stanowi skupisko skalnych turni i filarów, wypreparowanych z pokrywy skał andezytowych, budujących tę część gór i rozciągniętych na długości ok. 200 m wzdłuż linii wspomnianego grzbietu. Wznoszą się one do ok. 15-20 metrów ponad linię dość zrównanego tu grzbietu i co najmniej kilka metrów ponad porastające go bukowe lasy, stanowiąc jedno z najbardziej charakterystycznych skupisk skalnych (słow. skalnych mest) tej grupy górskiej.

## Turystyka
Grzbietem Ptacznika przez Klasztorską Skałę, omijając wszakże jej szczytowe, skaliste spiętrzenie od zachodu, biegnie czerwono  znakowany, dalekobieżny szlak turystyczny o nazwie Ponitrianska magistrála, tu na odcinku Veľké Pole – Handlová. Od strony zachodniej pod szczyt wyprowadzają znaki  żółte z Bystričianskej doliny. Możliwe jest wejście na kilka ze skalistych turni, wyrastających ponad otaczające je drzewa. Szczyt jest często odwiedzany, zwłaszcza, że rozciągające się zeń widoki zarówno na stronę doliny Nitry jak i doliny Hronu niewiele odbiegają tym z pobliskiego Ptacznika.